# قسم عباس الشرقي الريفي (مقاطعة بستان أباد)
قسم عباس الشرقي الريفي (بالفارسية: دهستان عباس شرقی) هي منطقة ريفية تقع في إيران في ناحية تيكمه داش. يقدر عدد سكانها بـ 3,056 نسمة .